# 未来警察ウラシマン
『未来警察ウラシマン』（みらいけいさつウラシマン）は、1983年1月9日から12月24日まで、フジテレビ系列で全50話が放送された、タツノコプロ制作のSFアニメ。
放送時間は1983年3月27日放送分（第12話）までは毎週日曜18:00 - 18:30で、同年4月2日放送分（第13話）より毎週土曜18:30 - 19:00（いずれもJST）に変更された。

## 概要
本作品は当初、タツノコプロの本流であるメカアクション路線の未来警察ものとして企画されていた。タイムスリップ、タイムパラドックスなどのSF設定や、目が小さく頭身の高いリアル系のキャラクターデザインにもそうしたコンセプトが反映されているが、実際の制作段階ではギャグ主体であった前番組『ダッシュ勝平』の流れから、低年齢層を意識してコミカルな作風が志向され、主人公やサブキャラクターの表情が大きく崩れる演出なども盛り込まれた。一方で中盤以降は主人公の秘密をめぐって当初の企画に寄せたハードな展開がなされるなど、バラエティ豊かなストーリーが展開された。また、登場人物も敵味方に関わらずサブキャラクターまで丁寧に描かれた。
当初の企画のハード路線に合わせたキャラクターデザインは、アニメ映画『幻魔大戦』にアニメーターとして参加したなかむらたかしによるものである。大友克洋の画風の影響を受けているなかむらにとって、これが初のキャラクターデザイン作品となった。チーフディレクターの真下耕一とともになかむらの『黄金戦士ゴールドライタン』での仕事は注目を浴びており、『ゴールドライタン』で経験を積んだ若手スタッフにより本作品は制作されている。最終回「サヨナラ2050年」では、エンディングのスタッフロールに、制作に関わった全関係者の名が記されると共に、“そしてこの番組を観て下さった、あなたです！”の意味を込めて最後に「……and You!」の一語が添えられた。
ドイツでは『Rock'n Cop』というタイトルで1995年に放送された。
2012年にはTOKYO MXで、「設立50周年記念 見たい番組はあなたが決める！タツノコプロ名作アニメ総選挙」と称した「（再）放送」の要望を主旨として実施された人気投票が実施され、ノミネートされた10作品の中で最多票を獲得するという根強い人気を見せた。これを受け2012年11月9日よりTOKYO MXにて週1話ペースで再放送された。また2013年1月10日からはサンテレビで、毎週月 - 金の週5日再放送された。2022年10月25日よりAT-Xで、毎週月 - 金の週5日（リピート放送は翌週）再放送された。

## ストーリー
1983年・東京。警察と派手なカーチェイスを繰り広げていた少年は突如、上空に現れた雷鳴と共に姿を消した。次に少年が姿を表したのは遥か未来、西暦2050年の大都会ネオトキオだった。
自らの記憶の一切を失い困惑する少年は、不審者として刑事・クロードに捕まってしまう。しかし、自身が未来でいう「ウラシマ・エフェクト」によりタイムスリップしてきたタイムトラベラー=「ウラシマン」であることが判明した。未来でも未だ未知の部分が多い「ウラシマン」の少年は、「ウラシマ・リュウ」という名を与えられ機動メカ分署「マグナポリス38」による監視のもと刑事となる。リュウは自らの正体と謎を追いつつ、分署長の権藤警部たち3人と共に、ネオトキオで暗躍する犯罪組織ネクライムとの戦いに身を投じていく。

## ウラシマン
タイトルの「ウラシマン」は後述のウラシマ・エフェクトから命名されている。毎回のオープニングナレーションでは、過去から未来に転移することをウラシマ・エフェクトと定義しており、現実のウラシマ効果とは異なっている。このウラシマ・エフェクトによって超能力を身につけた人間を、2050年の世界ではウラシマンと呼んでいた。そのため第1話の時点で主人公は記憶喪失であり名前が一切登場しなかったにもかかわらず、当初からネクライム側は「ウラシマン」の名で呼んでいた。なお「ウラシマ・リュウ」の名は次回予告が初出であり、エンディングのテロップには第1話時点から「リュウ」の名が使われている。
前述の通り、作中において「ウラシマン」と呼ばれるのは日本昔話の『浦島太郎』がその直接の由来ではないが、一方で以下のように作中では浦島太郎を連想させる描写もいくつか存在する。
- 「ウラシマ・リュウ」の名は、未来世界を龍宮城に喩えた権藤の提案により第2話で名付けられたもの。
- 主人公リュウのジャケットの左腕には亀のマークがデザインされている。
- フューラーの宇宙要塞シーケイドも亀がモチーフになっている。
- 乾はるかの漫画版に至っては最終回で浦島太郎と同様な結末を迎えており、リュウは自ら玉手箱を開けたように喩えている。

## 登場キャラクター

### マグナポリス側
ウラシマ・リュウ
声 - 小林通孝 / 横沢啓子（幼少期）
本作品の主人公。年齢設定は16歳。身長168cm、体重58kg、趣味は古いものにこだわること、得意なスポーツはゲートボール。前述の通りウラシマ・リュウの名は仮名で、本名は作中では言及されることはなかったが、下の名前はアキラという説もある。明朗快活で人懐こい性格の正義漢で、銃は撃つ、自動車はかっ飛ばすという行動力の持ち主だが、一方で記憶を失っているために、自分の存在に悩むこともあった。
サイコレーザー発振器の爆発が生み出したエネルギーの影響で、1983年から2050年にタイムスリップしたウラシマンだが、自分の意志で超能力を使うことは出来なかった。ウラシマンであるがゆえに、後々の超能力発動への対策も兼ねてマグナポリス預かりとなり、なし崩しに機動刑事となる。物語終盤近くでウラシマンとしての力に目覚め、コスモ時空間で1983年の直前まで戻るが、フューラーと一緒に戻ることを拒んで2050年に戻ってきた。
クロード（蔵人）・水沢
声 - 神谷明（ナレーションも兼任）
機動刑事。「スーパーウェイの稲妻クロード」と自称する美男子。金髪碧眼でスタイル抜群、しかも秀才。女性の扱いにも慣れており、スマートな立ち居振る舞いをするややナルシストであるが、仕事においては冷静で的確な判断で事件に取り組んでいる。敵の持つ銃だけを狙い撃って手から弾いたり、スティンガー・キャットによる近距離射撃を全てかわすなど、射撃能力や運動能力は非常に高い。当初は交通課で、エリート風を吹かせてリュウと対立するが、次第に砕けたギャグキャラになっていった。星座は射手座。
ソフィア・ニーナ・ローズ
声 - 横沢啓子（現・よこざわけい子）
機動メカ分署マグナポリス38の紅一点。放送当時（1983年頃）に流行っていたぶりっ子言葉（キャイーン）を多用する。星座は双子座。
当初は刑事ではなく見習いシスター（修道女）だったが、権藤警部にスカウトされて最初は秘書として採用、その後機動刑事になった。弱いながらも予知能力を持っており、リュウに何らかの影響を与えることを期待されていた。
権藤 透（ごんどう とおる）
声 - 大平透
機動メカ分署マグナポリス38の創設者であり、分署長を兼ねる警部。禿頭で肥満体、くわえタバコがトレードマークのオヤジだが、熱意と先見の明はある。
数々の専用装備を持つ機動メカ分署は“予算の食い過ぎ”と批判されていたこともあり、リュウやソフィアなどの素性の怪しい人物を雇わざるを得なかったらしい。「おやっさん」とリュウたちに慕われている。メルモという名の娘がいたが、ネクライムにより幼少時に亡くしている。
ミャー
声 - 勝生真沙子
リュウとともにタイムスリップしてきた猫。ウラシマ・エフェクトによる超能力があると推測され、ネクライムに拉致されたこともある。タイムスリップ前は若き日のフューラーの飼い猫であり、タイムスリップ後はリュウの飼い猫となる。

### ネクライム側
アドルフ・フォン・ルードヴィッヒ
声 - 塩沢兼人
27歳。ネオトキオを影で牛耳る犯罪組織・ネクライムの極東支部（通称「クリスタル・ナイツ・ネクライム」）の幹部。「悪の美学」を追求する、才覚にあふれた野心家であり、物語後半ではフューラーを冷凍カプセルに閉じ込め宇宙に追放し、二代目ネクライムの総統の座に就任。犯罪組織ネクライムをクリスタル・ナイツ・ネクライムに改めた。しかし物語終盤にて、フューラーがコスモパワーを身につけて帰還、さらにその際に記憶を取り戻したミレーヌの裏切りに遭い死亡し、クリスタル・ナイツ・ネクライムも壊滅した。
もっとも、これはマグナポリス38、フューラー、クリスタル・ナイツ・ネクライムによる三竦み状態を回避し、ウラシマンとフューラーを戦わせるために打った、本人曰く「命を賭けたダブル・トリック」でもあった。そしてフューラーとウラシマンの戦いに決着が付いた後、深手を負いながらも生き延びていたルードヴィッヒは再びリュウたちの前に現れ、「悪の美学」の不滅とゼロからの再起を宣言する。
ルードヴィッヒのキャラクターは、ルキノ・ヴィスコンティ監督の映画『ルートヴィヒ（邦題『ルートヴィヒ/神々の黄昏』）』でルートヴィヒ2世役を演じた、ヘルムート・バーガーがモデルとなっている。
ミレーヌ・サベリーエワ
声 - 北浜晴子
常にルードヴィッヒの側に付き従う妙齢の美女。都会的でスタイリッシュな容姿、セクシーな大人の女という雰囲気を漂わせ、所作や話し方も賢明で落ち着いている。実はフューラーの娘であり、記憶を消されてルードヴィッヒの監視役になっていた。物語終盤にて、フューラーがコスモパワーを身につけて戻ってきた際、フューラーによって記憶を取り戻しルードヴィッヒを裏切るが、彼が復活した後によりを戻している。
ジタンダ・フンダ
声 - 田中真弓
ルードヴィッヒの忠実な部下である、運転手兼執事のような人物。語尾に「ダスデスドスよ!」と付けるのが口癖。基本的にはギャグ担当だが、実は格闘技の達人で、素手で鉄骨を破壊するほどの腕前を持っており、リュウを一方的に叩きのめしたこともあるが、鉄骨を殴ったりなど自身の身体や骨のダメージを無視した戦法であるため、戦いの後はそのダメージのせいで全身が包帯でグルグル巻きになっていた。身長はルードヴィッヒの半分ほどしかなく、リュウとよく追いかけっこをしていた。
ルードヴィッヒに心酔しており、彼の死後には三代目総統を自称してネクライムを守ろうとしたが、一方で腹芸ができない性格でもあったことから、前述した偽装工作を知らされてはいなかった。
総統フューラー
声 - 丸山詠二 / 曽我部和恭（青年時代）
ネクライムの創設者にして、最高権力者である高齢の老人。元々は片足が義足の科学者で、肩にはリュウと同じ傷がある。不老不死の研究の副産物として、「他人を自由に操れる」性質を持つサイコレーザーを発明するが、これが危険な発明と見做され警察や犯罪組織から追われる身となった。その際に負った怪我の治療のためにリュウの血をもらっており、リュウとは血を分けた間柄でもあった。しかし、リュウはその後のサイコレーザー争奪戦に巻き込まれる形でタイムスリップしてしまい、彼はそのまま日陰の存在となった。
若い頃の姿のままで現われたリュウの力で若返るべく、幾度もリュウの前に現れるが、自身の提案通り過去に戻るかどうか悩むリュウの背中を押すために放った一言により、逆にリュウの無意識下に影響を与えて計画は頓挫、ルードヴィッヒからは見切りを付けられた挙句、冷凍カプセルに閉じ込められ宇宙に放逐されてしまう。ところが宇宙でコスモパワーに目覚め、超能力を身につけて地球へと帰還しネオトキオを脅かした。しかし「太陽のフレアーの放射を浴びて巨大なエネルギーを身に着けた」にもかかわらず寿命が延びることはなく、ウラシマンの力に目覚めたリュウが1983年へ戻ることを拒否したため、寿命が尽きてしまう。
元来はフューラーの正体は、過去に戻れたリュウの67年後の姿という設定だったが、主役像に一貫性がないと監督の真下耕一が判断して設定を変更した。後述の漫画版では当初の設定を汲む形で、最終回にて同一人物ということが明かされている。

#### スティンガー部隊
ネクライムの精鋭実働部隊。元々はフューラー直属だったが、後にルードヴィッヒに忠誠を誓うようになる。登場当初は体にフィットした黒ずくめの服だったが、物語後半からは全員コンバットプロテクターを常時装着するようになり、戦闘・運動能力がより強化された。
スティンガー・ウルフ
声 - 玄田哲章
スティンガー部隊のリーダー。
スティンガー・キャット
声 - 梨羽雪子
スティンガー部隊の紅一点。
スティンガー・ホーク
声 - 立原淳平・小滝進
スティンガー部隊の諜報役。
スティンガー・シャーク
声 - 二又一成
スティンガー部隊で一番女癖が悪い。
スティンガー・ベアー
声 - 島香裕
スティンガー部隊の巨漢。

#### ゲスト
ジョセフィーヌ・キャッツバーグ
声 - 榊原良子
大富豪の娘で、ルードヴィッヒが常に所持している金の懐中時計に彫り込まれている人物。若き日のルードヴィッヒの婚約者でもあったが、彼女の家の財産を奪うために近付いたという、ルードヴィッヒの心ない一言にテラスから身を投げ亡くなったことが、作中にて語られている。
作中に登場する重要アイテムの一つで、割れても復活する「悪魔の壺」も、元々はキャッツバーグ家への結納品としてルードヴィッヒが贈ったものである。この壺を巡ってリュウとルードヴィッヒとの間で争奪戦が繰り広げられた末に、フューラーの命によって破壊され彼の手に渡るが、結果的には「壺を破壊した者に破滅をもたらす」という効果の通り、フューラーは破滅の運命を辿ることとなってしまう。作中でこの壺にまつわる謎が解き明かされることはなかった。
ファントム
第45話・第46話に登場した女暗殺者で、マグナポリス38壊滅の切り札としてルードヴィッヒに雇われた。格闘技の達人であるだけでなく、ウラシマンではないが超能力も持っており、銃弾を頭部に受けてもバリアを張って防ぐなど、圧倒的なまでの強さと不死身ぶりを見せ付けた。リュウたちを窮地に陥れるも、コスモパワーを身に付けたフューラーに一撃で倒される。
エイズリー（アニメ版）
声 - 佐々木優子
第45話に登場した女暗殺者で、マグナポリス38壊滅の切り札としてルードヴィッヒに雇われた。格闘技の達人にして、超能力の持ち主であるのはファントムと同様。こちらもリュウたちを窮地に陥れるが、暗闇の中で心を無にしたリュウに感電死させられる。

## メカニック

### マグナポリス側のメカ
バトルプロテクター
マグナビートルあるいはスポイラーのシートが変形して装着される、機動刑事用の装甲服。当初の着用者はリュウだけだったが、途中からはクロードも着用するようになった。着用者はプロテクターの装着と同時にマグナビートルやスポイラーの天井より射出される。色は白で、リュウ用には赤、クロード用には青のパーソナルカラーがワンポイントとして配されている（普段着ている機動刑事の制服の上にバトルプロテクターが着装されるため、アンダースーツの役目を果たす制服の色がそのままパーソナルカラーとなっている）。デザインは左右非対称で、劇中登場しているのは左半身（肩部、前腕部、脚部）に防御用シールドを装備しており、ブラスターのエネルギー弾などを跳ね返せる。
玩具として商品化の予定があったが結局は発売されず、作中でも中盤以降はスティンガー部隊がコンバットプロテクターを着用するようになったのとは対照的に、バトルプロテクターの使用場面は減少している。それでも、クリスタル・ナイツ・ネクライムとの決戦の時にはここぞというときに装着しており、最終回でもリュウがクリスマススター勲章授章式の時に装着して出場している。その経緯から作中でバトルプロテクターとコンバットプロテクターが対決するシーンはあまり見られなかったが、どちらも攻撃を無効化する防御性能が高く、終盤に両者が対峙した際には戦闘が膠着気味だった。
本放送時に『アニメージュ』に掲載された特集記事によると、当初は全身を完全に覆うデザインが予定されていたが、メカデザインを担当する大河原邦男から「それではモビルスーツのようになってしまうのではないか」という意見が出て、決定稿のデザインへ発展したという。
マグナブラスター
レーザー銃が肌に合わないリュウが、破損した拳銃を改造・製作した愛銃。基となったリボルバー・S&W M36は、ネクライムを追跡中にエアカーで突っ込んだ廃屋の中で発見したものである。
放送当時、ポピーから発売された玩具はリアルな造形やギミックもありヒット商品となった。
マグナビートル
未来の機械が肌に合わないリュウが、タイムスリップの際に運転していたフォルクスワーゲン・ビートルをバハ・バグ風に改造した彼の愛車。カラーは白と紺のツートンとなっている。2050年の世界ではほぼ全ての乗用車がエアカーとなっているため、マグナビートルのような装輪車はほとんど見あたらない。
いわゆる覆面パトカーとして改造されており、緊急走行時には助手席側のルーフ内に格納されている赤青の折り畳み式パトライトがボタン一つでルーフ上にせり上がる他、両サイドドアに警察のマークが浮かび上がるなどの特装も施されている。また、運転席のコンソール中央部には大型モニターが配置され、マグナポリス38内の人員とのテレビ電話も可能である。ライトがフェンダー上からフロントに移されたため、ワーゲンオフローダーを彷彿とさせるデザインになっている。ベースがコンバーチブルなのもあってドアガラスが存在しないため、冬場は寒いという難点も有する。運転席のシートはリュウによる改造作業中、権藤がプレゼントと称して持ち込んだもので、このシートがバトルプロテクターとなる。
本放送当時はリフトアップ等のギミックを搭載したポピニカや走行可能な電動玩具、ラジコンカーといった玩具に加え、有線式のリモコン操作が可能な高価格のプラモデル、そしてスポイラー、アカデミア、マグナポリス38と共にプルバックゼンマイを使った低価格のプラモデルも発売されていて、商品展開の主軸となったメカである。また 2002年には、バンダイよりキャラウィール（ミニカー）が発売された。
マグナチョッパー
権藤が若い頃に乗っていたという、年代モノのハーレーダビッドソンをベースにしたバイク。名前の通りチョッパータイプの、タイヤで走るバイクである。基となったハーレーはツーリングタイプだったが、これをチョッパーへ大胆に改造しているため、ベース車の面影はあまり留めていない。
本放送当時に玩具が発売されており、パッケージには英語で「Magnachopper FPU1200」というネーミング表記がなされている。フライホイールを内蔵していて、付属のベルトを使ってホイールを回すことで自走させられるギミックを搭載していた。
スポイラー
クロードの乗るエアカータイプのポリスカー。直線的なフォルムで車高は低く全体的に扁平と、曲線主体のフォルムで車高も高いマグナビートルとは対照的なデザイン。急停車するときは後方サイドのウイングが開いて、エアブレーキの役割を果たす。非番の時には美女を助手席に誘うこともあった。マグナビートルと同様に、シートがバトルプロテクターとなる。
チェスキュー
ソフィアの乗る小型救急用VTOL。とある事件で自分が犯人と間違えられ、警察部隊に囲まれたリュウが、メカ分署から脱出するために操縦したこともある。
アカデミア
ソフィアの乗る救急車タイプの真っ赤なエアカー。情報分析・鑑識捜査なども行える。ミャーや権藤も乗ることがあった。
アイポッド
小型飛行偵察機。マグナポリス38から遠隔操作が可能で、本体のカメラからの映像をモニタリングすることができる。
機動メカ分署マグナポリス38
リュウたちの勤務先であると同時に、彼らの居住スペースでもある警察署。6輪の防弾タイヤを備えた巨大な要塞で、その名の通り移動能力を有する、2050年の時代には珍しい装輪車である。神出鬼没のネクライムに対抗するために作られ、特定の所轄区域を持たない。また予算の都合で車載兵器のたぐいはない。
独立したシステムとなっているため、たとえネオトキオの電力が停止しても活動することが出来る。機動力のみならず相当な戦闘力も持ち合わせており、ルードヴィッヒたちの活動範囲をほぼすべてカバーしているなど、その存在によってネクライムの活動範囲は著しく制限されていると言わしめるほどの性能を持つが、それが作中で描かれることはほとんど無かった。漫画版では、下側の台車・タイヤ部を切り離し、自力で月まで飛行している。署内には各マシンの格納庫やメンテナンスルーム、分析室やリュウたちの部屋がある。終盤、クリスタル・ナイツ・ネクライムとの決戦の際に中破している。

### ネクライム側のメカ
シーケイド
フューラーが乗る、亀のような形をした宇宙要塞。ネクライムのサテライト本部としても位置付けられている。
コンバットプロテクター（第33話以降）極東支部
ルードヴィッヒによる「4つの計画の同時進行」の一つ・「スティンガーウルフ部隊の装備を徹底強化」の目的で製造された。
レーザー兵器に対する防御能力の他、背面の飛翔装置・手甲に装備された内蔵式の鉤爪・レーザーサーベルなど、マグナポリスのバトルプロテクター以上に豊富な武装を備えている。
サイコタイムマシン（第33話、第34話）フューラーが製造
リュウのタイムスリップエネルギーで作動するタイムマシン。作動時に発生する反ウラシマエフェクトで若返ることがフューラーの目的であった。リュウが乗り込み作動するが、フューラーが放った言葉が無意識下のリュウに働いたことにより、目論見に反してリュウは過去では無く仲間のもとへ現れることとなる。
クリスタルネクライザー（第46話）クリスタル・ナイツ・ネクライム
ネオトキオを一手に司るマザーコンピューター「トキオ88」の発する周波数を自動追尾し、発する電波でトキオ88に介入して操る兵器。これによりネオトキオ中をパニック状態にしたのみならず、トキオ88と繋がっているマグナポリスの超能力研究所をも発見せしめた。
スーパーX（第47話）クリスタル・ナイツ・ネクライム
上下ピラミッド型の浮遊兵器。強力なレーザー兵器を持ち、姿を現した超能力研究所を破壊。頑強な装甲を持ち、通常兵器ではビクともしない。また許容量を超えたレーザー兵器攻撃を受けると、8つの三角錐に分離しエネルギーを放出して耐える機能も備えるが、コスモパワーを身に着けたフューラーに一撃で破壊される。
イクシオンファイル（第36話、第48話）クリスタル・ナイツ・ネクライム
反物質場発生装置。ネクライム最高の科学力を誇るヨーロッパ支部からデータを奪い、クリスタル・ナイツ・ネクライムが製造したもので、「ゼロか無限大にこの宇宙が消滅する」「最終兵器」と称される。ルードヴィッヒは「何もかも所有したものに許される最後の特権」と嘯くが、あくまでこれネクライム内の話であり、表世界を統治している訳では無い。
「全ての支配か全ての消滅。フューラーやウラシマンのように偶然の産物にすがり付くのは美しくない。権力の座など幻、この命、奴（フューラー）にくれてやるのも面白い」と言う自らの悪の美学に基づき、敗北前に作動スイッチを押そうとするが、ルードヴィッヒが記憶を取り戻したミレーヌに刺されたことで未遂に終わる。
その後最終話にてルードヴィッヒが復活した際、反物質場発生装置も真っ赤なウソだったことが明かされる。

## スタッフ
- 製作 - 吉田健二
- 企画 - 岡正（フジテレビ）、内間稔（読売広告社）、九里一平（タツノコプロ）
- メカニックデザイン - 大河原邦男
- キャラクターデザイン - なかむらたかし、加藤茂、井口忠一
- 原案・構成 - 曽田博久
- 技術監修 - 宮本貞雄
- 音楽 - 風戸慎介
- 連載 - 少年チャンピオン、TVアニメマガジン、マイアニメ（秋田書店）
- 美術監督 - 宮前光春
- 撮影監督 - 佐藤均
- 製作プロデューサー - 田村常夫
- 製作デスク - 石川光久
- プロデューサー - 前田和也（フジテレビ）、大野実（読売広告社）、井上明（タツノコプロ）
- チーフディレクター - 真下耕一
- 録音 - 中村修、蒲原英一
- 効果 - 加藤昭二（アニメサウンドプロダクション）
- 制作 - フジテレビ、タツノコプロ

## 主題歌・挿入歌
オープニングテーマ - 「ミッドナイト・サブマリン」
作詞 - 康珍化 / 作曲 - 鈴木キサブロー / 編曲・歌 - HARRY
番組のオープニング映像での1番（サビ前）の歌詞字幕は「スクリュウがまわる」とクレジットされているが、レコード並びにCDのライナーノーツ、カラオケでは「スクリューがまわる」で全て統一されている。
エンディングテーマ - 「ドリーム・シティ・ネオ・トキオ」
作詞 - 康珍化 / 作曲 - 芹澤廣明 / 編曲・歌 - HARRY
挿入歌
「Crystal Knights NECRIME」
作詞 - 竜の子プロ企画室 / 作曲・編曲 - 風戸慎介 / 歌 - MoJo
「Maybe」
作詞 - 竜の子プロ企画室 / 作曲 - 風戸慎介 / 編曲 - いちひさし / 歌 - MoJo
「Brother 〜That's all right, Brother〜」
作詞 - 康珍化 / 作曲 - 風戸慎介 / 編曲 - スワミヒロシ / 歌 - 神谷明
「Heart Walker」
作詞 - 康珍化 / 作曲 - 風戸慎介 / 編曲 - スワミヒロシ / 歌 - 神谷明
「Boogie-Woogie Cat」
作詞 - 竜の子プロ企画室 / 作曲・編曲 - 風戸慎介 / 歌 - かおりくみこ
「Battle URASHIMAN」
作詞 - 竜の子プロ企画室 / 作曲・編曲 - 風戸慎介 / 歌 - MoJo
「Fire Dancing」
作詞 - 竜の子プロ企画室 / 作曲・編曲 - 風戸慎介 / 歌 - かおりくみこ
主題歌を収録したEPレコードや挿入歌すべてが収録されたLPレコードは、いずれも日本コロムビアから発売された。

## 各話リスト
| 話数   | 放送日        | サブタイトル                   | 脚本              | コンテ         | 演出       | 作画監督          | キャラクター   | 動画作監 | 背景担当 美術       |
| ------ | ------------- | ------------------------------ | ----------------- | -------------- | ---------- | ----------------- | -------------- | -------- | ------------------- |
| 第1話  | 1983年 1月9日 | 突然!2050年                    | 曽田博久          | 真下耕一       | 真下耕一   | 加藤茂            | 加藤茂         | 小林哲也 | 沢井裕滋            |
| 第2話  | 1月16日       | 誕生!ブリッコ刑事（デカ）      | 曽田博久          | 貞光紳也       | 貞光紳也   | アベ正己          | アベ正己       | 小林哲也 | 沢井裕滋            |
| 第3話  | 1月23日       | 失われた時を求めて             | 曽田博久          | 真下耕一       | 澤井幸次   | 井口忠一          | 井口忠一       | 小林哲也 | 沢井裕滋            |
| 第4話  | 1月30日       | 追いかけてビートル             | 山崎晴哉          | 貞光紳也       | 石山タカ明 | 水村十司          | 水村十司       | 渡辺正   | 沢井裕滋            |
| 第5話  | 2月6日        | 危険なディスコ女王（クイーン） | 寺田憲史          | 古川順康       | 古川順康   | 河合静男          | 河合静男       | 橋本恵子 | 沢井裕滋            |
| 第6話  | 2月13日       | 巨大ザメは美女好き             | 山崎晴哉          | 貞光紳也       | 貞光紳也   | 鄭雨英            | 福岡元         | 山田高廣 | 沢井裕滋            |
| 第7話  | 2月20日       | 札束でひっぱたけ!              | 曽田博久          | 澤井幸次       | 澤井幸次   | 田辺由憲          | 田辺由憲       | 小林哲也 | 沢井裕滋            |
| 第8話  | 2月27日       | 月の足跡は80才?                | 富田祐弘          | 石山タカ明     | 石山タカ明 | 水村十司          | 西城隆詞       | 渡辺正   | 沢井裕滋            |
| 第9話  | 3月6日        | 昨日の友は今日の敵             | 寺田憲史          | 林政行         | 林政行     | 加藤茂            | 加藤茂         | 橋本恵子 | 沢井裕滋            |
| 第10話 | 3月13日       | エベレストより高く             | 富田祐弘          | 古川順康       | 古川順康   | 井口忠一          | 井口忠一       | 小林哲也 | 沢井裕滋            |
| 第11話 | 3月20日       | 挑発!南の島に吹雪              | 山崎晴哉          | 石山タカ明     | 石山タカ明 | 鄭雨英            | 高田明美       | 山田高廣 | 沢井裕滋            |
| 第12話 | 3月27日       | 空飛ぶ真っ赤な天使             | 土屋斗紀雄        | 貞光紳也       | 貞光紳也   | 河合静男          | 河合静男       | 橋本恵子 | 沢井裕滋            |
| 第13話 | 4月2日        | 過去にささったトゲ             | 寺田憲史          | 真下耕一       | 真下耕一   | なかむらたかし    | なかむらたかし | 小林哲也 | 沢井裕滋            |
| 第14話 | 4月9日        | ミャーにも超能力!?             | 佐藤ゆき          | 澤井幸次       | 澤井幸次   | 鄭雨英            | 福岡元         | 山田高廣 | 沢井裕滋            |
| 第15話 | 4月16日       | 撮られたリュウの心             | 寺田憲史          | 貞光紳也       | 貞光紳也   | 河合静男          | 河合静男       | 橋本恵子 | 沢井裕滋            |
| 第16話 | 4月23日       | 殺し屋グッドラック             | 寺田憲史          | 古川順康       | 古川順康   | 加藤茂            | 加藤茂         | 小林哲也 | 沢井裕滋            |
| 第17話 | 4月30日       | 愛!ロボットに愛!               | 土屋斗紀雄        | 林政行         | 林政行     | 河合静男          | 河合静男       | 橋本恵子 | 沢井裕滋            |
| 第18話 | 5月7日        | ガラスに書いた「ママ」         | 井上敏樹          | 石山タカ明     | 石山タカ明 | 田辺由憲          | 田辺由憲       | 小林哲也 | 沢井裕滋            |
| 第19話 | 5月14日       | ティファニーで人魚             | 山崎晴哉          | 貞光紳也       | 貞光紳也   | 鄭雨英            | 福岡元         | 山田高廣 | 沢井裕滋            |
| 第20話 | 5月21日       | フューラーとの遭遇             | 曽田博久          | 真下耕一       | 真下耕一   | 井口忠一          | 井口忠一       | 橋本恵子 | 沢井裕滋            |
| 第21話 | 5月28日       | 入れかわった性格!              | 曽田博久          | 澤井幸次       | 澤井幸次   | 河合静男          | 福岡元         | 小林哲也 | 沢井裕滋            |
| 第22話 | 6月4日        | 涙!権藤警部の決意              | 寺田憲史          | 石山タカ明     | 石山タカ明 | 鄭雨英            | 高田明美       | 山田高廣 | 沢井裕滋            |
| 第23話 | 6月11日       | 戦利品に手を出すな!            | 富田祐弘          | 古川順康       | 古川順康   | 加藤茂            | 加藤茂         | 橋本恵子 | 沢井裕滋            |
| 第24話 | 6月18日       | デスゲーム一発勝負             | 高野太            | 林政行         | 田中宏之   | 河合静男          | 河合静男       | 小林哲也 | 沢井裕滋            |
| 第25話 | 6月25日       | 伝説のビッグサタデー           | 寺田憲史          | 貞光紳也       | 貞光紳也   | 鄭雨英            | 福岡元         | 山田高廣 | 沢井裕滋            |
| 第26話 | 7月2日        | ネオトキオ発地獄行き           | 山崎晴哉          | なかむらたかし | 古川順康   | なかむらたかし    | なかむらたかし | 橋本恵子 | 沢井裕滋            |
| 第27話 | 7月9日        | ベアー宇宙に死す…              | 富田祐弘 曽田博久 | 石山タカ明     | 石山タカ明 | 井口忠一          | 井口忠一       | 小林哲也 | 山元健生            |
| 第28話 | 7月16日       | プロレスはつらいぜ             | 寺田憲史          | 澤井幸次       | 澤井幸次   | 鄭雨英            | 福岡元         | 山田高廣 | 沢井裕滋            |
| 第29話 | 7月30日       | 指名手配!リュウの首            | 井上敏樹          | 高野太         | 田中宏之   | 河合静男          | 河合静男       | 橋本恵子 | 沢井裕滋            |
| 第30話 | 8月6日        | 荒野の悪徳保安官               | 高野太            | 湯山邦彦       | 石山タカ明 | 田辺由憲          | 高田明美       | 小林哲也 | 沢井裕滋            |
| 第31話 | 8月13日       | リュウより愛を込めて           | 寺田憲史          | 古川順康       | 古川順康   | 鄭雨英            | 福岡元         | 山田高廣 | 山元健生            |
| 第32話 | 8月20日       | トリック 1983                  | 曽田博久          | 真下耕一       | 澤井幸次   | 加藤茂            | 加藤茂         | 橋本恵子 | 多田喜久子 岡田和夫 |
| 第33話 | 8月27日       | フューラーの真実               | 曽田博久          | 真下耕一       | 石山タカ明 | なかむらたかし    | なかむらたかし | 小林哲也 | 沢井裕滋            |
| 第34話 | 9月3日        | 反逆のメロディー               | 曽田博久          | 鈴木弘         | 真下耕一   | 井口忠一          | 井口忠一       | 橋本恵子 | 佐藤広明            |
| 第35話 | 9月10日       | フューラーの遺産               | 寺田憲史          | 澤井幸次       | 澤井幸次   | 鄭雨英            | 高田明美       | 山田高廣 | 沢井裕滋            |
| 第36話 | 9月17日       | ルードビッヒの罠               | 井上敏樹          | 林政行         | 林政行     | 河合静男          | 河合静男       | 小林哲也 | 沢井裕滋            |
| 第37話 | 9月24日       | 変身!ダーティリュウ            | 山崎晴哉          | 古川順康       | 古川順康   | 加藤茂            | 加藤茂         | 橋本恵子 | 山元健生            |
| 第38話 | 10月1日       | 金庫に向って走れ!              | 寺田憲史          | 真下耕一       | 澤井幸次   | 鄭雨英            | 井口忠一       | 山田高廣 | 沢井裕滋            |
| 第39話 | 10月8日       | ネオトキオの休日               | 井上敏樹          | 貞光紳也       | 貞光紳也   | 加藤茂            | 加藤茂         | 小林哲也 | 今井利恵            |
| 第40話 | 10月15日      | フューラーの逆襲               | 井上敏樹          | 林政行         | 林政行     | 河合静男          | 河合静男       | 橋本恵子 | 沢井裕滋            |
| 第41話 | 10月22日      | アマゾンの七人                 | 寺田憲史          | 石山タカ明     | 石山タカ明 | 鄭雨英            | 井口忠一       | 山田高廣 | 多田喜久子          |
| 第42話 | 10月29日      | さらば!クロード                | 山崎晴哉          | 貞光紳也       | 貞光紳也   | 川口俊夫 星川信芳 | なかむらたかし | 小林哲也 | 今井利恵            |
| 第43話 | 11月5日       | 栄光のルードビッヒ             | 曽田博久 寺田憲史 | 澤井幸次       | 澤井幸次   | 井口忠一          | 井口忠一       | 橋本恵子 | 多田喜久子          |
| 第44話 | 11月12日      | 幻の超能力一族                 | 寺田憲史          | 古川順康       | 古川順康   | 鄭雨英            | 井口忠一       | 山田高廣 | 山元健生            |
| 第45話 | 11月19日      | 必殺!恐怖の刺客                | 山崎晴哉          | 貞光紳也       | 貞光紳也   | 河合静男          | 河合静男       | 小林哲也 | 沢井裕滋            |
| 第46話 | 11月26日      | ネクライムの総攻撃             | 寺田憲史          | 石山タカ明     | 石山タカ明 | 加藤茂            | 加藤茂         | 橋本恵子 | 今井利恵            |
| 第47話 | 12月3日       | 帰って来たフューラー           | 山崎晴哉          | 貞光紳也       | 貞光紳也   | 鄭雨英            | 井口忠一       | 山田高廣 | 沢井裕滋            |
| 第48話 | 12月10日      | ルードビッヒの最期             | 曽田博久          | 真下耕一       | 澤井幸次   | 河合静男          | 河合静男       | 小林哲也 | 多田喜久子          |
| 第49話 | 12月17日      | 愛と死の超能力                 | 曽田博久          | 古川順康       | 古川順康   | 井口忠一          | 井口忠一       | 橋本恵子 | 今井利恵            |
| 第50話 | 12月24日      | サヨナラ2050年                 | 寺田憲史 高野太   | 真下耕一       | 石山タカ明 | 加藤茂            | 加藤茂         | -        | -                   |

7月23日はオールスターゲームのため休止。

## 放送局
放送時間帯変更前の第12話と、移動後の第13話は日曜から土曜への枠移動だったため、同時ネット局では同じ週に2話放映していたのに対し、遅れネット局では更に1週（鹿児島テレビのみ2週）の遅れが発生していた。
フジテレビ系列局の中には、第13話以降を遅れネットに変更した局があり、この内、愛媛放送とサガテレビの2局では同時ネット局と同じく『逆転イッパツマン』の後番組として放送された一方で、第12話までと『逆転イッパツマン』を同時ネットで放送していたテレビ熊本と沖縄テレビの2局では、第13話以降は遅れネットで放送された。テレビ宮崎は第13話以降も放送時間を変更せずに遅れネットで放送した。
系列は放送終了時（1983年12月）のもの（特筆の無い場合は全てフジテレビ系列フルネット局）。遅れネットの放送日時は個別に出典が提示されているものを除き1983年9月中旬 - 10月上旬のものとする。
| 放送期間                                 | 放送時間                              | 放送局         | 対象地域       | 備考                                                                |
| ---------------------------------------- | ------------------------------------- | -------------- | -------------- | ------------------------------------------------------------------- |
| 1983年1月9日 - 3月27日 4月2日 - 12月24日 | 日曜 18:00 - 18:30 土曜 18:30 - 19:00 | フジテレビ     | 関東広域圏     | 制作局                                                              |
|                                          |                                       | 北海道文化放送 | 北海道         |                                                                     |
|                                          |                                       | 仙台放送       | 宮城県         |                                                                     |
|                                          |                                       | 山形テレビ     | 山形県         | 現在はテレビ朝日系列                                                |
|                                          |                                       | 新潟総合テレビ | 新潟県         | 現・NST新潟総合テレビ 1983年9月まではテレビ朝日系列とのクロスネット |
|                                          |                                       | 富山テレビ     | 富山県         |                                                                     |
|                                          |                                       | 石川テレビ     | 石川県         |                                                                     |
|                                          |                                       | 福井テレビ     | 福井県         |                                                                     |
|                                          |                                       | 長野放送       | 長野県         |                                                                     |
|                                          |                                       | テレビ静岡     | 静岡県         |                                                                     |
|                                          |                                       | 東海テレビ     | 中京広域圏     |                                                                     |
|                                          |                                       | 関西テレビ     | 近畿広域圏     |                                                                     |
|                                          |                                       | 山陰中央テレビ | 鳥取県・島根県 |                                                                     |
|                                          |                                       | 岡山放送       | 岡山県・香川県 |                                                                     |
|                                          |                                       | テレビ新広島   | 広島県         |                                                                     |
|                                          |                                       | テレビ西日本   | 福岡県         |                                                                     |
| 1983年1月9日 - 3月27日 4月以降           | 日曜 18:00 - 18:30 月曜 19:30 - 20:00 | 秋田テレビ     | 秋田県         |                                                                     |
|                                          | 日曜 18:00 - 18:30 金曜 17:25 - 17:55 | 愛媛放送       | 愛媛県         | 現・テレビ愛媛                                                      |
|                                          | 日曜 18:00 - 18:30 土曜 18:00 - 18:30 | サガテレビ     | 佐賀県         |                                                                     |
|                                          | 日曜 18:00 - 18:30 土曜 17:30 - 18:00 | テレビ熊本     | 熊本県         | 放送当時テレビ朝日系列とのクロスネット                              |
|                                          | 日曜 18:00 - 18:30 火曜 17:30 - 18:00 | 沖縄テレビ     | 沖縄県         |                                                                     |
| 1983年1月9日 - 12月終盤前後              | 日曜 18:00 - 18:30                    | テレビ宮崎     | 宮崎県         | フジテレビ系列・日本テレビ系列・テレビ朝日系列トリプルネット。      |
| 1983年1月 - 3月 4月2日 - 12月24日        | 金曜 17:30 - 18:00 土曜 18:30 - 19:00 | テレビ長崎     | 長崎県         | 放送当時日本テレビ系列とのクロスネット                              |
| 1983年1月15日 - 1984年1月7日             | 土曜 17:00 - 17:30                    | 青森放送       | 青森県         | 放送当時日本テレビ系列・テレビ朝日系列のクロスネット                |
| 1983年1月27日 - 1984年1月19日            | 木曜 17:30 - 18:00                    | 岩手放送       | 岩手県         | TBS系列 現・IBC岩手放送                                             |
| 1983年2月3日 -                           | 木曜 17:15 - 17:45                    | 山口放送       | 山口県         | 放送当時日本テレビ系列・テレビ朝日系列のクロスネット                |
| 1983年2月9日 -                           | 水曜 17:00 - 17:30                    | 四国放送       | 徳島県         | 日本テレビ系列                                                      |
| 不明                                     | 土曜 17:00 - 17:30                    | 福島テレビ     | 福島県         | フジテレビ系列                                                      |
|                                          | 月曜 19:00 - 19:30                    | 山梨放送       | 山梨県         | 日本テレビ系列                                                      |
|                                          | 土曜 17:30 - 18:00                    | 高知放送       | 高知県         | 日本テレビ系列                                                      |
|                                          | 金曜 17:20 - 17:50                    | 大分放送       | 大分県         | TBS系列                                                             |

- 鹿児島テレビ（鹿児島県、放送当時日本テレビ系列とのクロスネット）:金曜 17:25 - 17:55

## コミカライズ
『週刊少年チャンピオン』にて、テレビ放送に先駆けて漫画版が連載された。単行本は全4巻。作画は前半（単行本1・2巻）を明石のぼる、後半（単行本3・4巻）を乾はるかが担当。作者が違うため、同じタイトルながら全く作風が違い、ハードなストーリーで、数話1エピソードとなっていた前半に比べ、後半はオムニバスのギャグ漫画になっている。漫画版の結末ではリュウの正体はフューラー（本名・日浦明）として描かれている。
他にも秋田書店の『冒険王』、『マイアニメ』で連載。
2022年9月30日にはヒーローズ公式サイトにて、本作品のキャラクターデザインを担当したなかむらたかしによる描き下ろしWeb漫画『未来警察ウラシマン -フューラーの真実-』が掲載された。同作品は、タツノコプロ創立60周年とヒーローズ創刊10周年を記念したコラボレーション企画「タツノコ60thアンソロジー」の一環で掲載されたものであり、同作品を収録した単行本も2022年10月14日に発売された。